# La Seine à Port-Marly, le lavoir
La Seine à Port-Marly, le lavoir est un tableau de Camille Pissarro de 1872. Légué à l’État français par Gustave Caillebotte en 1894, il se trouve actuellement au musée d'Orsay. Peint au Port-Marly, il est reproduit sur le lieu de sa création sur un parcours du Pays des Impressionnistes.

## Description
C’est une huile sur toile qui mesure 46,5 × 56 cm.
Loin de l’évocation des plaisirs de la bourgeoisie aisée, Pissarro évoqua dans cette toile la naissance de l'industrialisation de la banlieue de Bougival à Port-Marly et le travail humain. Le tableau témoigne de son intérêt pour la réalité sociale. Il figure des barges aménagées en lavoir, des péniches, jalonnant la Seine à cette époque, et l'usine à papier de Port-Marly avec sa cheminée fumante. Sur la rive gauche, une lavandière est debout contre un arbre et regarde l'observateur, l’amenant à découvrir les activités liées au fleuve, confrontation du travail humain traditionnel et du machinisme industriel. Les coloris sombres correspondent au temps nuageux d’hiver. Les péniches le long du chemin de halage, et le bateau-flottant forment une diagonale à laquelle s’opposent les verticales de la cheminée, des mâts des péniches et des troncs d’arbres. Le tableau figura à la 4e exposition impressionniste en 1879  et, de la collection de Gustave Caillebotte, est entré grâce à Léonce Bénédite au musée du Luxembourg.

## Analyse
Le tableau évoque l’influence de Camille Corot, qui parcouru les bords de la Seine et montra la voie aux Impressionnistes, notamment lors d'un séjour en août 1872 à Port-Marly où il réalisa quelques toiles, dont Le Tournant de la Seine à Port-Marly. Il résumait son évocation subtile de la lumière ainsi : « Ne jamais perdre la première impression qui nous a émus. » La comparaison de ce tableau peint par Corot vers la fin de sa vie avec celui de Pissarro et ceux des autres jeunes impressionnistes ayant séjourné à Louveciennes, montre l'importance du pas franchi par les Impressionnistes,. 
Camille Pissarro peignit La Grenouillère à Bougival, 1869, (titre inexact) sur ce même site, où figure l'usine à papier et Saint-Germain-en-Laye en arrière-plan. Sur un site proche, Alfred Sisley a peint plusieurs toiles, dont Les Lavandières à Bougival, 1875 (Kunsthaus de Zurich), La Seine à Port-Marly, 1876 (musée des beaux-arts de Lyon), La Seine à Port-Marly, tas de sable. Au centre de cette toile, sont figurés des hommes sur des barques à fond plat, draguant la Seine afin d'engendrer un chenal navigable pour l'important trafic de péniches du Havre à Paris, principal moyen de transport de marchandises à l'époque. Les tons ocre du sable contrastent avec le bleu turquoise de l'eau. Sisley représente l'usine à papier, mais fait disparaître la cheminée, figurant la fumée de l'ouverture sur le pignon. Cette activité d'extraction du sable intéressa le peintre qui peignit cette scène sur les quais de Port-Marly dans plusieurs de ses toiles. On la retrouve dans Le Quai à sable, Port-Marly, 1875, coll. part., où l'usine figure avec sa cheminée. 
En 1867, Louis Auguste Delahaye, est autorisé à construire l'usine à papier représentée par Pissarro et Sisley. L'usine disparût sous la direction de Baudoux-Chesnon une  nuit d'août 1904, détruite par un incendie. 

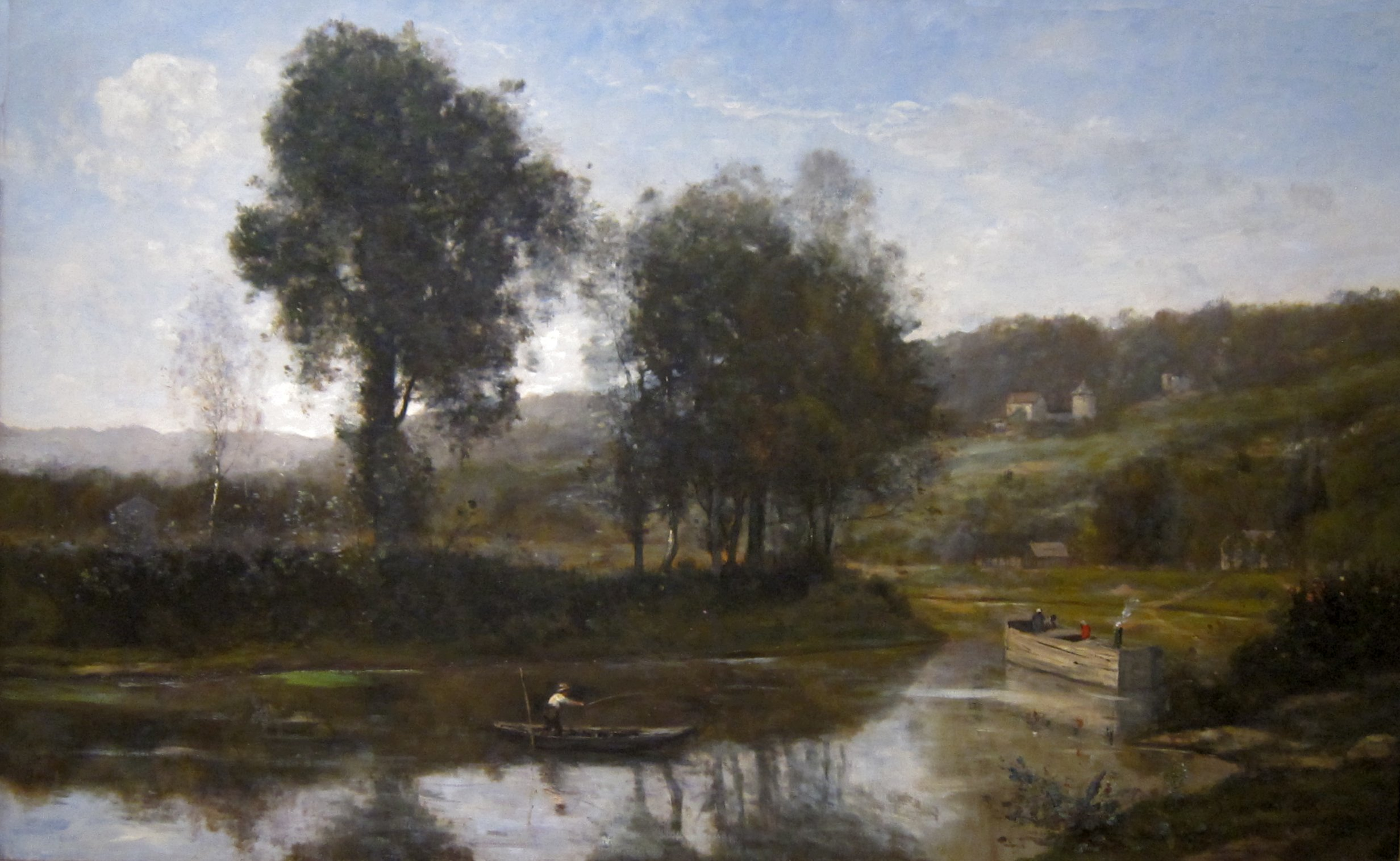
Le Tournant de la Seine à Port-Marly, 1872, par Camille Corot
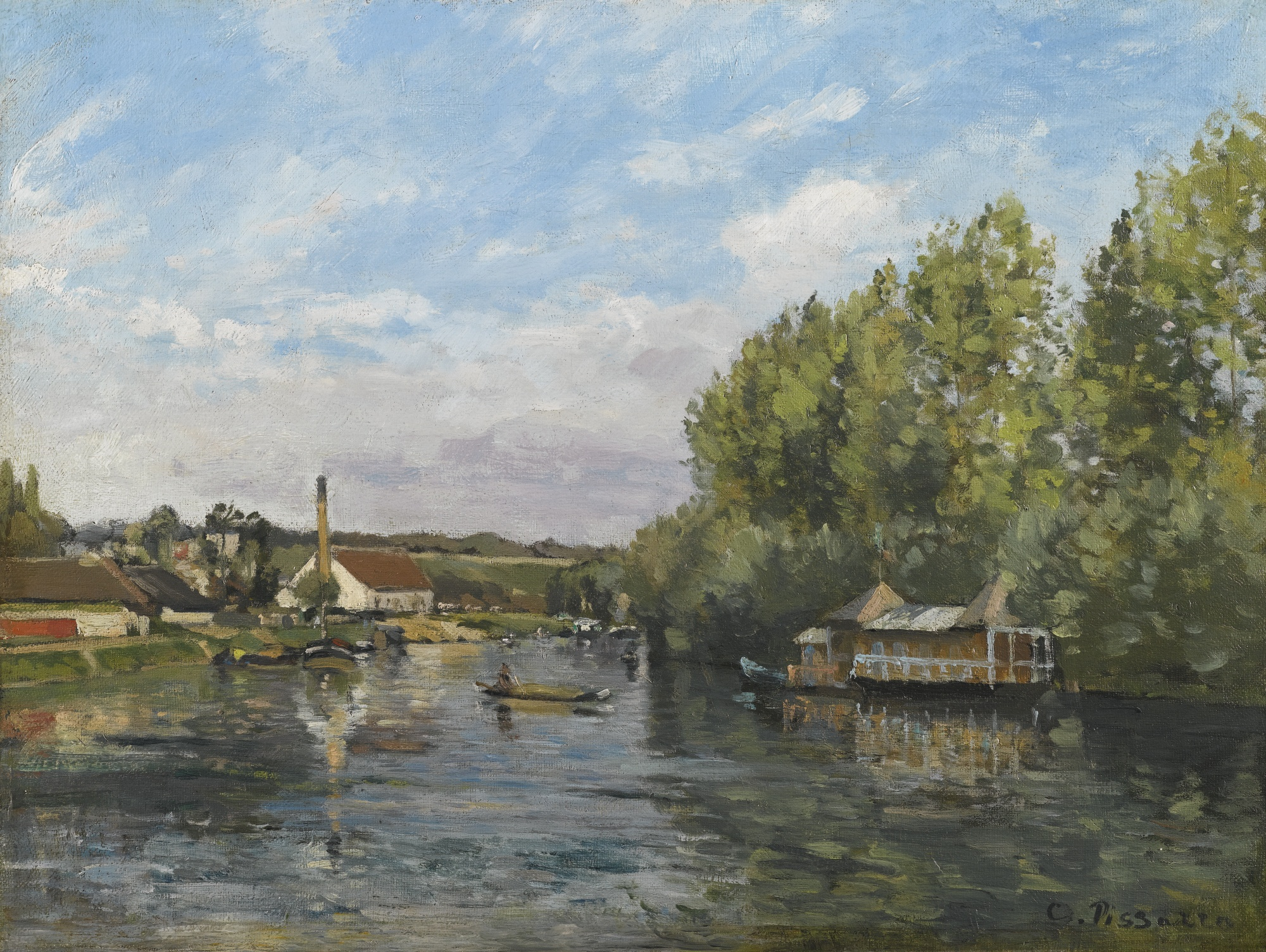
La Grenouillère à Bougival, 1869, (titre inexact) par Camille Pissarro
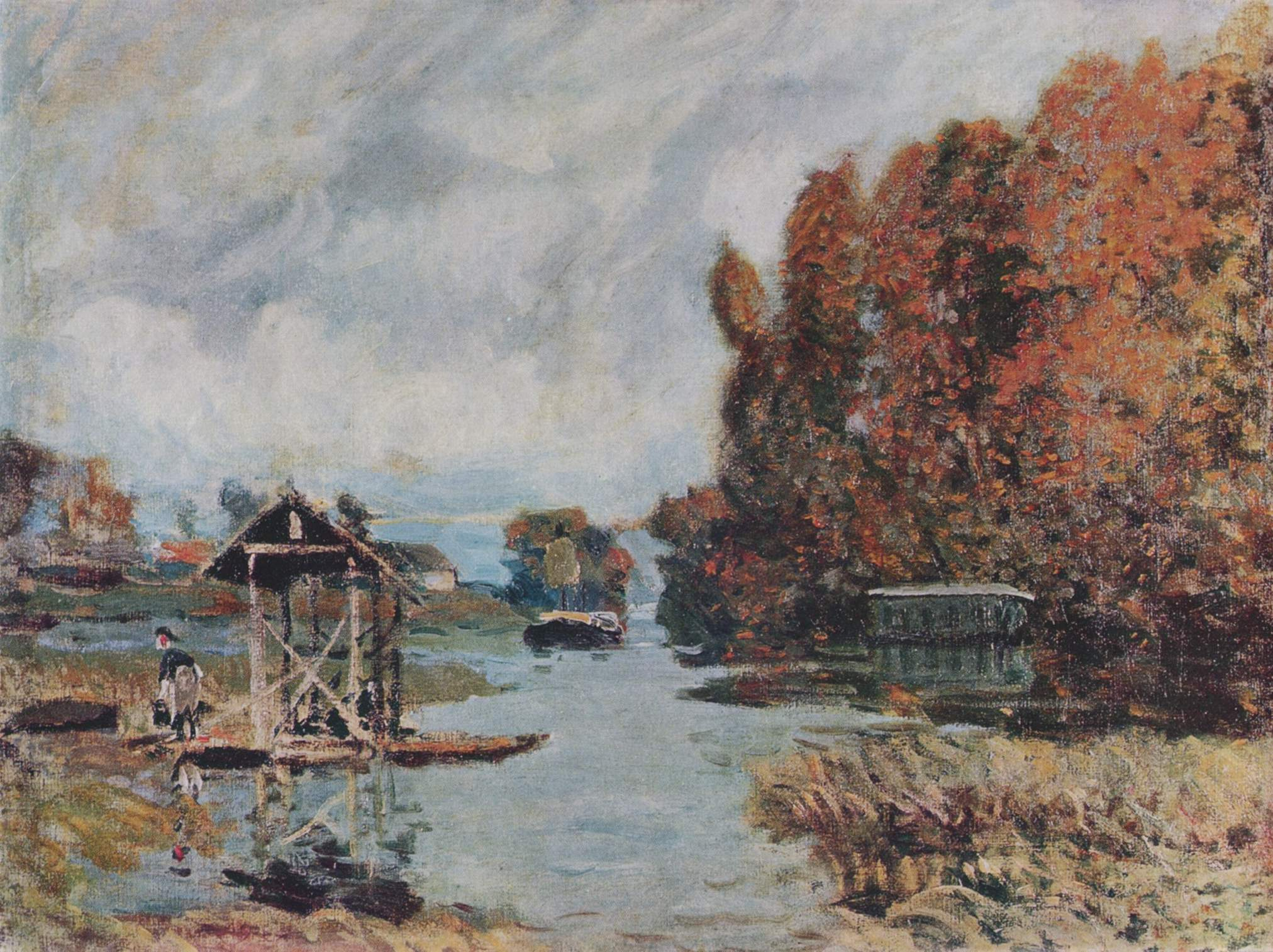
Les Lavandières à Bougival (titre inexact), 1875 par Alfred Sisley
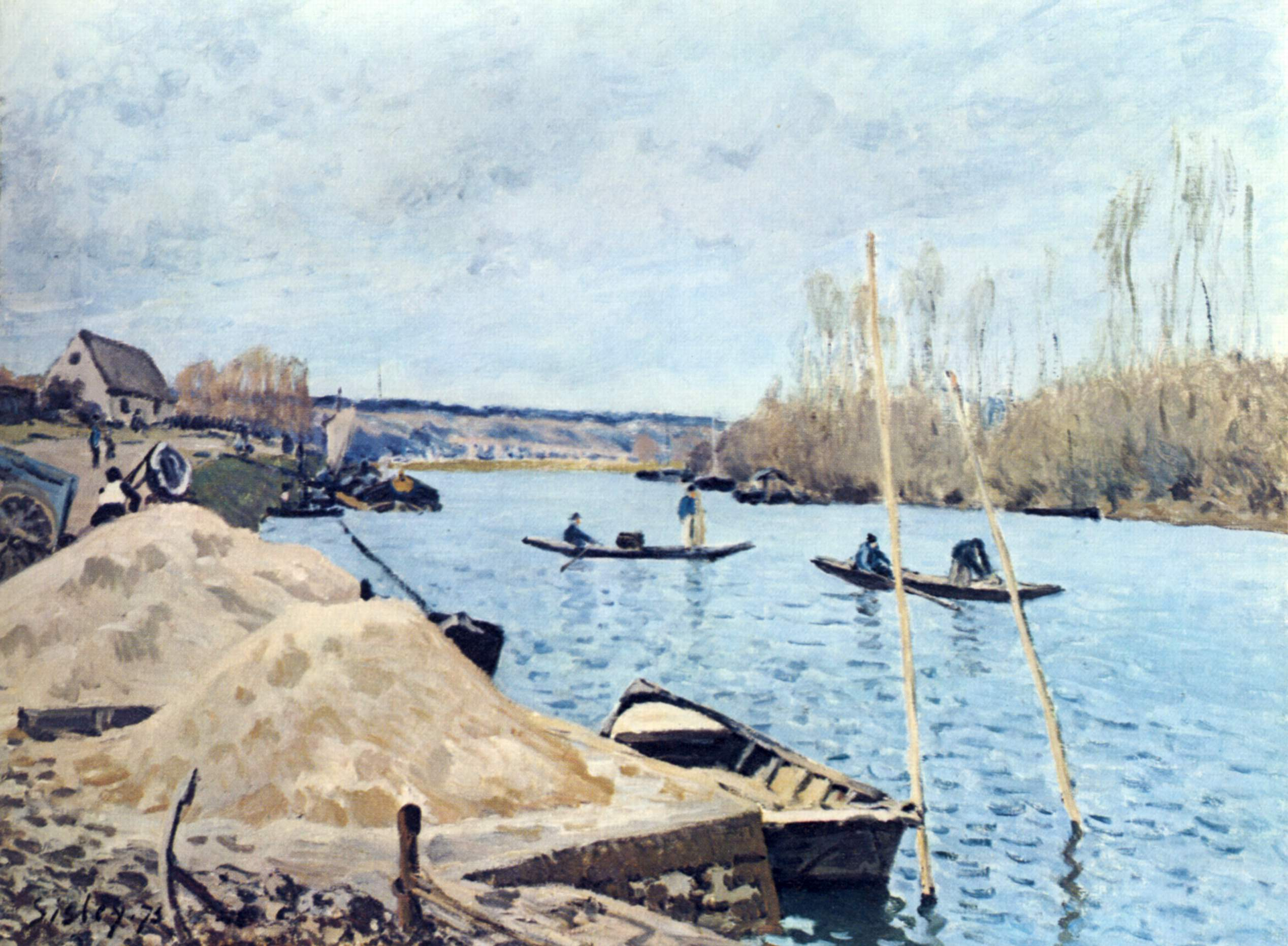
La Seine à Port-Marly - Les piles de sable 1875 par Alfred Sisley
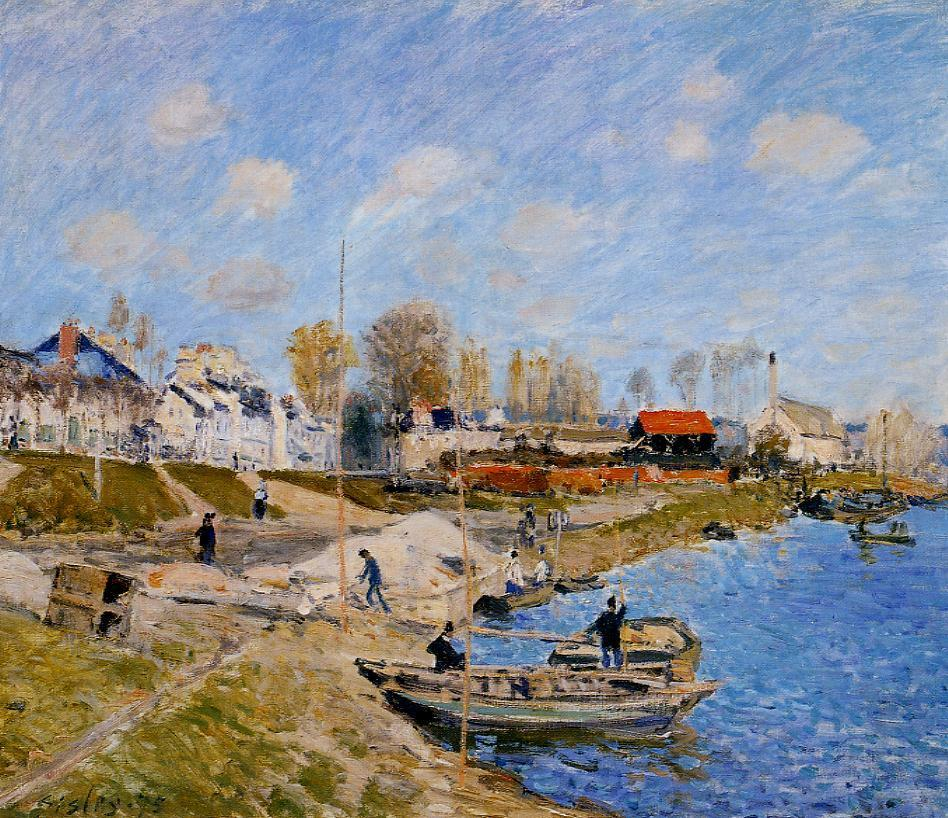
Le Quai à sable, Port-Marly 1875 par Alfred Sisley

## Provenance
Lors de sa présentation à la Quatrième exposition impressionniste, cette toile de Pissarro est indiquée comme appartenant à Gustave Caillebotte.

## Reproduction sur un parcours du Pays des Impressionnistes

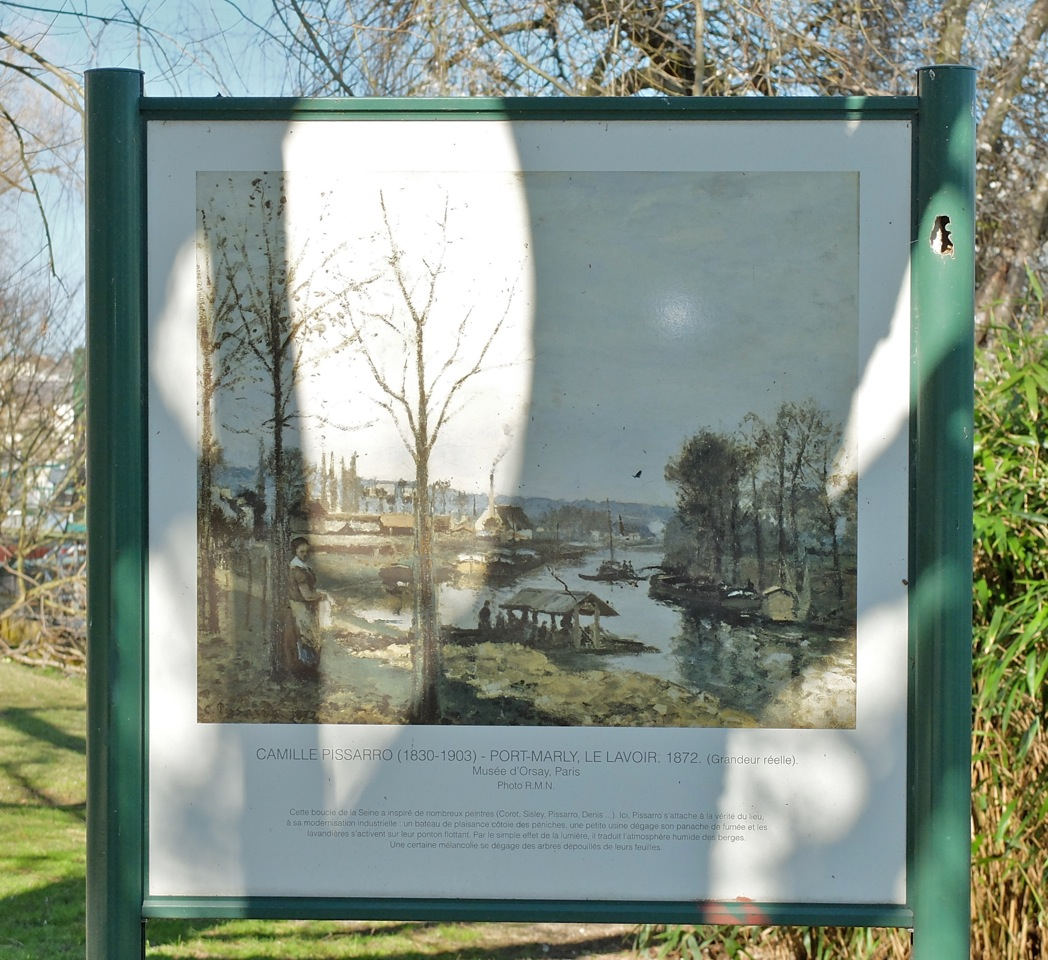
La Seine à Port-Marly, le lavoir par Pissarro

Une reproduction du tableau grandeur réelle est exposée depuis les années 1990 à l'endroit de sa création, le long d'un parcours du Pays des Impressionnistes, au bout du chemin de halage. On ne peut voir le paysage dans sa totalité de nos jours du fait de la végétation. A la place de l'usine, se tient un bâtiment et une balustrade, école d'aviron.